# ساروباراترا ایفانجا
ساروباراترا ایفانجا (به لاتین: Sarobaratra Ifanja) یک منطقهٔ مسکونی در ماداگاسکار است که در میاریناریوو (منطقه) واقع شده‌است.
 ساروباراترا ایفانجا  ۱۹٬۰۰۰ نفر جمعیت دارد و ۱٬۲۲۲ متر بالاتر از سطح دریا واقع شده‌است.